# La Farga de Bebié
La Farga de Bebié es una entidad de población española del municipio de Les Llosses, perteneciente a la provincia de Gerona, en la comunidad autónoma de Cataluña. En 2023, la entidad singular de población tenía empadronados tres habitantes y el núcleo de población, también tres.